# Madoce percnopis
Madoce percnopis là một loài bướm đêm trong họ Erebidae.